# 콘스탄티노스 9세
콘스탄티노스 9세 모노마호스(그리스어:Κωνσταντίνος Θ΄ Μονομάχος, 1000년 경 ~ 1055년)는 동로마 제국의 황제 (재위:1042년-1055년)였다.

## 생애

### 즉위
콘스탄티노스 모노마호스는 바실리오스 2세와 콘스탄티노스 8세의 치세 동안 유력한 궁정귀족이었던 테오도시오스 모노마호스의 아들이다. 아버지 테오도시오스는 바실리오스 치세에 모종의 음모에 연루된 의심을 받았고 콘스탄티노스는 첫 아내와 사별한튀 로마노스 아르이로스가 제위에 오르기 전에 그의 조카딸을 둘째 아내로 맞았다. 콘스탄티노스는 잘생긴 외모를 지녔기 때문에 미하일 4세의 형이자 환관 요안니스는 그가 조이와 가까워지는 것을 두려워해 그를 7년 동안 유배시켰다.
조이는 세 번째 남편으로 콘스탄티노스를 선택했고 1042년 6월 11일 콘스탄티노폴리스에서 조이와 결혼하고 다음날 황제에 즉위했다. 콘스탄티노스는 쾌락을 즐기고 낭비벽이 있었으며 마리아 스클레리나라는 애인까지 두고 있었다.

### 반란과 외침
마리아의 오빠 로마노스 스클레로스는 이탈리아에 원정하고 있던 총사령관 요르요스 마니아케스와 사이가 나빴는데 콘스탄티노스를 부추겨 1042년 8월 그를 해임했다. 요르요스 마니아케스는 이에 반발하여 스스로 황제를 자칭하고 반란을 일으켰고 아드리아해를 건너 제국의 영토로 진격하다가 그만 죽고 반란군은 해체되었다.
1043년 여름 키예프 루시의 해군이 침략했으나 동로마 제국군은 그리스의 불 덕분에 물리쳤다. 1045년 콘스탄티누스는 아르메니아의 아니왕국을 합병했는데 이로 인해 셀주크 투르크라는 강력한 적과 처음으로 변경을 접하게 되었고 1048년에 처음으로 전투가 벌어졌다.
1047년 콘스탄티노스의 친척 레온 토르니케스가 반란을 일으킨다. 레온 토르니케스는 아드리아노폴리스로 가서 황제가 죽었고 테오도라가 자신을 황제로 추대했다는 소문을 퍼뜨리고 병력을 모아 콘스탄티노폴리스로 진격했다. 반란군은 9월 25일 수도성벽까지 왔고 며칠후에는 수도를 장악했다. 그러나 레온 토르니케스는 수도의 시민들이 자신을 인정하고 도와서 황제를 폐위할 것으로 오판했고 결국 시민들의 버림을 받고 쫓겨나고 결국 붙잡혀 실명의 형벌을 당했다.
한편 그의 재위기간에 노르만족이 남부 이탈리아의 영지를 마음대로 유린하고 있었고, 러시아의 남진을 막으려고 고용한 용병 페체네그인이 도나우강을 건너 트라키아와 마케도니아 지방의 제국 영토를 넘보고 공격했다.

### 동서교회 대분열
노르만의 남이탈리아 침략에 계속되자 황제는 교황과 손을 잡고 이 지역을 탈환하고자 했으나 콘스탄티노폴리스 총대주교 미카일 케룰라리오스는 종교적인 의전과 전례의 문제를 들어 이에 반대하고 로마 교회를 모욕했다. 양측 사이에는 오래 전부터 교리 성상파괴문제, 필리오퀘 문제를 둘러싸고 갈등의 골이 깊어왔는데 1053년 시작된 이 갈등은 서로 비방과 모욕이 담긴 편지를 주고 받았고 문제가 더욱 커져 결국 동서교회 대분열을 낳았다.
양측의 갈등을 해결하기 위해 1054년 4월 교황의 전권대사들이 콘스탄티노폴리스를 방문했는데 이때 분열은 결정적이 되었다. 방문단은 총대주교 케룰라리오스로부터 심한 모욕을 받았고 급기야 로마 교회와 콘스탄티노폴리스 교회는 서로를 공식적으로 파문하고 말았다.

### 말년과 죽음
콘스탄티노스의 치세 동안 제국은 계속된 반란과 외침으로 불안했고 정치적으로도 교회의 분열을 낳는 등 어수선했다. 그러나 황제의 문화적 감각이 뛰어났고 교양을 중요하게 여겼기 때문에 짧은 르네상스가 일어났다. 그의 후원하에 1045년 콘스탄티노폴리스 대학이 재건되었고 특히 법과대학이 발전하여 학문과 문학이 발달했다. 콘스탄티노스는 지병인 관절염으로 오랫동안 고생하였는데 1055년 점차 병세가 악화되어 죽었다.
| 전임 조이, 테오도라 (1042) | 동로마 제국의 황제 1042년 - 1055년 | 후임 테오도라 (1055 - 1056) |

## 같이 보기
- 동로마 황제